# Millville, Ohio
Millville är en ort (village) i Butler County i Ohio. Vid 2010 års folkräkning hade Millville 708 invånare.

## Kända personer från Millville
- Charles B. Landis, politiker